# Космичка остеопенија
Космичка остеопенија је поремећај у структури коштаног ткива космонаута, који се јавља током његовог дужег боравка у свемиру. Астронаути (космомаути) током дужих космичких летова губе у просеку више од 1% коштане масе месечно, која обично почиње мањим губитком коштаних ћелија (остеопенијом), а може се завршити и остопорозом, или губитком кости, узроковане повећањем нивоа калцијумовог јона у серуму. Тежи облик остеопеније праћен неповратним оштећењем скелета, омета космонаута у извршавању свакодневних задатака у мисији и његову рехабилитацију по повратку на земљу.

## Историја
Поремећај у структури коштаног ткива космонаута примећен је током свемирских летова у 1960-им годинама. Иако већина раних мерења количине губитка костију није била поуздана, она су показала да да је губитак коштане масе код космонута у програмима Џемини, Сојуз, Аполо, Скајлаб, Саљут, Мир и Међународној свемирској станици био значајан.
Метаболизам течности и електролита проучавани су у свемирским летовима амерички,  руски, француски  и немачки  научници. Потребе за водом и електролитима су прво проучаване након запажања да су чланови посаде који се враћају патили од ортостатске нетолеранције (тешкоће у одржавању усправног положаја) сличну оној која се јавља у вези са тешком дехидрацијом. Чланови посаде који су се враћали често су били хипотензивни, а већина је имала смањење запремине плазме за приближно 10% до 15% при слетању.
Вилијам Е. Торнтон, астронаут и лекар, сматра се једним од највећих заговорника вежбања као начина спречавања губитка коштане масе током свемирских летова.

## Коштани систем и гравитација
Коштани систем је од посебног значаја за кретање одржавања положаја тела у условима гравитације на Земљи. Добро је познато да биомеханичка снага има важну улогу у развоју скелетног система . Недавно, је изнет податак да ће ове снага бити подједнако важна као и генетика у морфогенези, адаптацији и обликовању ткива. Зато су спроведене многе студије да идентификује промене и могуће механизаме промена на скелету, у условима микрогравитације, на ћелијском нивоу 
Одрасло људско тело у свом коштаном ткиву има 1.000 до 1.200 грама калцијума и 400 до 500 грама фосфора. Више од 99% калцијума у је у облику хидроксиапатит у костима, и око 85% фосфора Према томе, функција коштаног ткива у великој мери зависи од метаболизма калцијума и фосфора. У нормалним костима постоји равнотежа између коштане структуре и ресорпције. Систем хормона и локални фактори регулишу преправке у костима, које укључују ћелије, њихову пролиферацију и прогресивну диференцијацију која доводи до ресорпције у костима и остеобластима и таложења и минерализације матрикса око остеобласта.

### Патофизиологија
У условим микрогравитације у костима је поремећен склад између формирања и ресорпције кости на рачун губитка коштане масе . Тврди се да смањење функције остеобласта игра важну улогу у свемирским летом индукованом губитак коштане масе. Један од механизама у диференцијацији остеобласта је регулисан транскрипцијом фактора 2, активатора протеина-1 (Бета-АП-1), и разним другим транскрипционим факторима. Неусклађеност неког од ових фактора доводи до поремећаја између алкалне фосфатазе и остеокалцина што може резултовати губитком коштане масе. Поред ових и већи број других фактора може постојати у контроли функција остеобласта, као што су нпр. диференцијација и матурација.
Хистолошке промене у микрогравитацији
Након хистолошког проучавања остеобласта после свемирског лета, утврђено је присуство повећање мање диференциранеих (незрелих) и смањење више диференцираних (зрелаих) остеобласта, што сугерише да микрогравитација блокира неке путеве диференцијације у остеобластима. Истраживачи су такође указали да остеобласти и остеоцити одговарају на механичке надражаје у in vitro условима , као што су и претходна истраживања показала да су генске експресије фактора раста и протеина  измењене у микрогравитационим условима.
Метаболизам калцијума и фосвора у микрогравитацији
Такође у условима снижене гравитације, због промена у костима калцијум и фосфор се претерано излучују мокраћом и изметом. После око 10 дана боравка у бестежинском стању долази до губитка око 3,2% коштане масе. Губитак калцијума из костију на само да може да утиче на појаву мокраћних калкулуса (што је описано у посебном поглављу) већ може изазвати и јаке болове, а због смањене густине костију и губитка њихове чврстине и појаве спонтаних прелома.

## Превенција
Иако је вежбањем  испробан као начин спречавања губитка костију, оно се није показало успешним. Неуспех се делимично може образложити и недостатком адекватно дизајнираних студија (од 2005. године није рађена ниједна контролисана студија, било у свемиру или коришћењем лежања као покушаја да се симулирају услови који доводе до губитка коштане масе). Није познато да ли би другачији дизајн вежби (можда укључујући веће оптерећење од претходних) био ефикаснији.
Кост је тешко повратити када се изгуби. Подаци из студија имобилизације и пацијената са повредама кичмене мождине то потврђују.  Подаци о свемирским летовима такође указују на то. Ово сугерише да је превенција губитка коштане масе у односу на опоравак костију после лета важан фактор успеха противмера.
Повећање уноса калцијума и витамина Д у исхрани је стандардна контрамера за остеопорозу. НАСА наводно користи глину за задржавање калцијума.
Различити лекови који се тренутно користе или предлажу за остеопорозу могу да делују током свемирских летове, укључују:
- хормонску терапију (естроген или прогестин),
- селективне модулаторе естрогенских рецептора,
- бисфосфонате,
- терипаратид и друге.

Још није познато да ли ови лекови могу да обезбеде исте предности за летове у свемир као ђто то чине за остеопорозу.